# Danis coelinus
Danis coelinus är en fjärilsart som beskrevs av Grose-smith 1898. Danis coelinus ingår i släktet Danis och familjen juvelvingar. Inga underarter finns listade i Catalogue of Life.